# Morag (críptido)
Morag (gaélico escocés: Mòrag) es el apodo dado a un monstruo de lago que se cree habita Loch Morar, Escocia. Después de Nessie, está entre los monstruos legendarios más famosos de Escocia. "Morag", nombre femenino escocés, es un juego de palabras utilizando el nombre del lago.

## Historia
Hay reportes de avistamientos desde 1887, incluidos 34 incidentes en 1981, dieciséis de estos con múltiples testigos.
El avistamiento más conocido es un encuentro directo en 1969 que involucró a dos habitantes de la zona, Duncan McDonnel y William Simpson, y su barco: ambos afirmaron haber chocado accidentalmente con la criatura, lo que provocó que esta los atacara. McDonnel se defendió con un remo y Simpson abrió fuego con su rifle, lo que hizo que la criatura se hundiese poco a poco en el lago hasta perderse de vista. La describieron como de color marrón, de 25–30 pies, con piel áspera, tres jorobas dorsales de unas 18 pulgadas (460 mm) que sobresalían por encima de la superficie, y una cabeza de un pie de ancho, que se sostenía a 18 pulgadas (460mm) por encima del agua.
En febrero de 1970, la Agencia de Investigación de Loch Ness expandió su búsqueda para incluir Loch Morar. Se han llevado a cabo varias expediciones con el objetivo de probar la existencia del monstruo o dar con él, pero hasta el momento no se ha encontrado ninguna evidencia de que exista allí una criatura desconocida.

## Lectura adicional
- Campbell, Elizabeth Montgomery & David Solomon, The Search for Morag (Tom Stacey 1972) ISBN 0-85468-093-4
- Peter Costello, In Search of Lake Monsters (Garnstone) 1974
- Michael Newton, Encyclopedia of Cryptozoology A Global Guide
- Modern Mysteries of Britain (Guild Publishing 1987), pp 160–1 (Morag photographs)